# Tommy Byrne
Thomas "Tommy" Byrne, född 6 maj 1958 i Drogheda, är en irländsk racerförare. 

## Racingkarriär
Byrne vann det brittiska F3-mästerskapet för Murray Taylor Racing 1982. Samma år fick han köra i formel 1 för Theodore. Där lyckades han kvalificera sig till två lopp men fick tyvärr bryta i båda. Senare samma år testkörde han för McLaren och var då snabbare än stallets tävlingsförare på Silverstone. Han fick dock inget förarkontrakt varför Byrne lade av karriären, och började missbruka alkohol, något som han senare kom ur. Han anses av många, grundat på hans suveräna segrar i det brittiska F3-mästerskapet, vara den mest talagfulle F1-föraren som inte tagit poäng.

## F1-karriär
| Säsong | Stall/Tillverkare | Poäng | Placering |
| ------ | ----------------- | ----- | --------- |
| 1982   | Theodore-Ford     | 0     | –         |